# Aeroporto Internazionale Re Mswati III
L'Aeroporto Internazionale Re Mswati III (IATA: SHO, ICAO: FDSK), originariamente indicato come Aeroporto Internazionale di Sikhuphe è un aeroporto swazilandese sito a 12 km a nord-est del centro della cittadina di Mpaka, nel Distretto di Manzini. In seguito alla sua inaugurazione ha sostituito nel traffico aereo di linea il precedente Aeroporto di Matsapha (IATA: MTS, ICAO: FDMS) come collegamento primario alla città di Manzini, capoluogo dell'omonimo distretto che dista dallo scalo 20 km, operando solamente voli governativi, cargo e charter.
La struttura, intitolata a Mswati III, sovrano dello Swaziland dall'aprile 1986, è posta all'altitudine di 324 m s.l.m. (1 063 ft), costituita da un terminal, una torre di controllo e da una pista con superficie in asfalto e orientamento 02/20, lunga 3 600 m e larga 45 m (11 810 x 148 ft), equipaggiata con dispositivi di assistenza all'atterraggio tra i quali un impianto di illuminazione con indicatore di angolo di approccio PAPI.
L'aeroporto, è di proprietà del governo swazilandese, è aperto al traffico commerciale esclusivamente in orario diurno.

## Storia
All'inizio del XXI secolo il governo swazilandese promosse una serie di investimenti nell'adeguamento delle infrastrutture nazionali atte allo sviluppo economico dello Stato sudafricano. Al fine di aumentare il flusso di traffico aereo venne individuato nel distretto di Manzini un terreno pianeggiante adatto a ospitare una nuova struttura aeroportuale in grado di gestire fino a 360 000 passeggeri annui e secondo gli standard internazionali contemporaneamente due velivoli di grandi dimensioni (Codice E (Boeing 747, Boeing 777 e Airbus A340) e tre di Codice C (Embraer ERJ 135). Accettato il progetto che prevedeva l'integrazione dell'architettura nel contesto paesaggistico della zona, lo scalo iniziò ad essere costruito nel 2003, indicato come Aeroporto Internazionale di Sikhuphen e dopo 11 anni di lavori venne ufficialmente inaugurato il 7 marzo 2014 da re Mswati III.